# Elpidia minutissima
Elpidia minutissima és una espècie de cogombre de mar que neda a les profunditats marines de la família Elpidiidae. És un detritívor i es troba al nord de l'oceà Pacífic.

## Descripció
Els exemplars recollits a la fossa de les Aleutianes tenien una longitud mitjana de 13 mm i tenien tres parells de podis dorsals, mentre que els exemplars recollits a l'estació M, al nord-est de l'oceà Pacífic a una profunditat d'uns 4.000 metres, tenien quatre parells (dos parells a la superfície dorsal i dos parells a la superfície ventral), sent el més posterior dels podis ventrals més curt que els altres. En èpoques de baixa abundància, la longitud mitjana d'aquests cogombres de mar era similar a la dels exemplars de la fossa de les Aleutianes, però en èpoques d'alta abundància augmentava fins a 25 mm. És possible que aquestes dues poblacions no siguin en realitat la mateixa espècie.

## Ecologia
Elpidia minutissima s'alimenta de detritus del fons marí, resultat de la «neu marina» que consisteix en mucus, femta i restes orgàniques, que s'enfonsen a les profunditats des de les aigües superficials. Té un paper important en el processament, la utilització i la redistribució de partícules de matèria orgànica que han caigut al fons marí.
Elpidia minutissima és una de les nombroses espècies d'equinoderms que mostren grans variacions en la densitat de població. Investigadors d'un estudi van descobrir que, durant un període de setze anys, dues holotúries d'aigües profundes, l'E. minutissima i el Peniagone vitrea, van experimentar una disminució de la densitat de l'ordre d'una a dues magnituds. S'ha plantejat la hipòtesi que dos factors que augmenten la probabilitat de grans fluctuacions en la població són la reproducció per emissió i la possessió de larves planctòtrofes. Aquests factors proporcionen un bucle de retroalimentació positiva, de manera que un cop les poblacions disminueixen, la recuperació és molt lenta. Quan els organismes individuals estan més separats, és menys probable que la reproducció per emissió provoqui la fecundació i això significa menys larves disponibles per al reclutament.